# ناحیه زنگچنگ
زنگچنگ (به لاتین: Zengcheng District) یک سکونتگاه مسکونی و county-level city در جمهوری خلق چین است که در گوانگ‌ژو واقع شده‌است.

## خصوصیات
زنگچنگ ۱٬۷۴۱٫۴ کیلومترمربع مساحت و ۸۱۰٬۵۵۴ نفر جمعیت دارد.